# مورغان تشو
مورغان تشو (بالإنجليزية: Morgan Chu)‏ هو محامي أمريكي، ولد في 27 ديسمبر 1950.